# Shinobu Kaitani
Shinobu Kaitani (甲斐谷忍, Kaitani Shinobu) (Kagoshima, 24 de setembro de 1967) é um mangaká japonês
e vencedor do Prémio Tezuka de 1991. Seus trabalhos mais notáveis são One Outs e Liar Game.

## Trabalhos
- One Outs
- Liar Game[3]
- Liar Game - Roots of A
- The Psychic Odagiri Kyouko's Lies
- Winner's Circle e Youkoso